# Ulugbek Alimow
Ulugbek Alimow (usbekisch Ulugʻbek Abdumajitovich Alimov; * 6. April 1989) ist ein usbekischer Gewichtheber. Er gewann bei der Weltmeisterschaft 2013 eine Bronzemedaille im Zweikampf im Mittelgewicht.

## Werdegang
Ulugbek Alimow ist Student an der Staatl. Sporthochschule in Taschkent. Seit 2011 startet er mit guten Erfolgen bei internationalen Meisterschaften.
Seine erste Teilnahme an einer solchen Meisterschaft war die bei der Universiade 2011 in Shenzen/China. Er kam dort im Mittelgewicht im Zweikampf auf 314 kg (137–177) und erreichte damit den 8. Platz. 2012 startete er in Pyoentaek/Südkorea bei der Asienmeisterschaft und holte sich dort mit einer Zweikampfleistung von 335 kg (145–190) den Titel.
Im Juni 2013 nahm er wieder an der Asienmeisterschaft teil, die in Astana stattfand. Er steigerte zwar seine Leistung auf 340 kg (150–190), kam aber trotzdem nur auf den 5. Platz, weil vier andere Sportler noch mehr schafften. Im Juli 2013 gewann er bei der Universiade in Kasan mit 351 kg (154–197) hinter Rasoul Taghian, Iran, 355 kg (157–198) die Silbermedaille. Bei der Weltmeisterschaft im Oktober 2013 steigerte er seine Leistung wieder. Er erreichte dort im Mittelgewicht im Zweikampf 355 kg (158–197) und gewann mit dieser Leistung hinter Lu Xiaojun, China, der auf 380 kg (176–204) und Kim Kwang-song, Nordkorea, 359 kg (163–196) die WM-Bronzemedaille im Zweikampf und mit seiner Leistung im Stoßen eine WM-Silbermedaille.

## Internationale Erfolge
| Jahr | Platz | Wettbewerb                                | Gewichtsklasse | Ergebnisse |
| 2011 | 8.    | Universiade in Shenzen/China              | Mittel         | mit 314 kg (137–177); Sieger: Aghasi Aghasjan, Armenien, 337 kg (151–186)                                                   |
| 2012 | 1.    | Asienmeisterschaft in Pyoengtaek/Südkorea | Mittel         | mit 335 kg (145–190), vor Nursultan Rachatow, Kasachstan, 335 kg (153–182) und Amon Meredow, Turkmenistan, 314 kg (144–170) |
| 2013 | 5.    | Asienmeisterschaft in Astana              | Mittel         | mit 340 kg (159–190); Sieger: Rasul Taghian, Iran, 366 kg (163–203) vor Zhong Guoshun, China, 356 kg (160–196)              |
| 2013 | 2.    | Universiade in Kasan                      | Mittel         | mit 351 kg (154–197), hinter Rasul Taghian, 355 kg (157–198)                                                                |
| 2013 | 3.    | WM in Wrocław                             | Mittel         | mit 355 kg (158–197), hinter Lu Xiaojun, China, 380 kg (176–204) und Kim Kang-Son, Nordkorea, 359 kg (163–196)              |

## WM-Einzelmedaillen
- WM-Silbermedaillen: 2013/Stooßen

Erläuterungen
- alle Wettkämpfe im Zweikampf, bestehend aus Reißen und Stoßen
- WM = Weltmeisterschaft
- Mittelgewicht, Gewichtsklasse bis 77 kg Körpergewicht